# Hétérochromatine

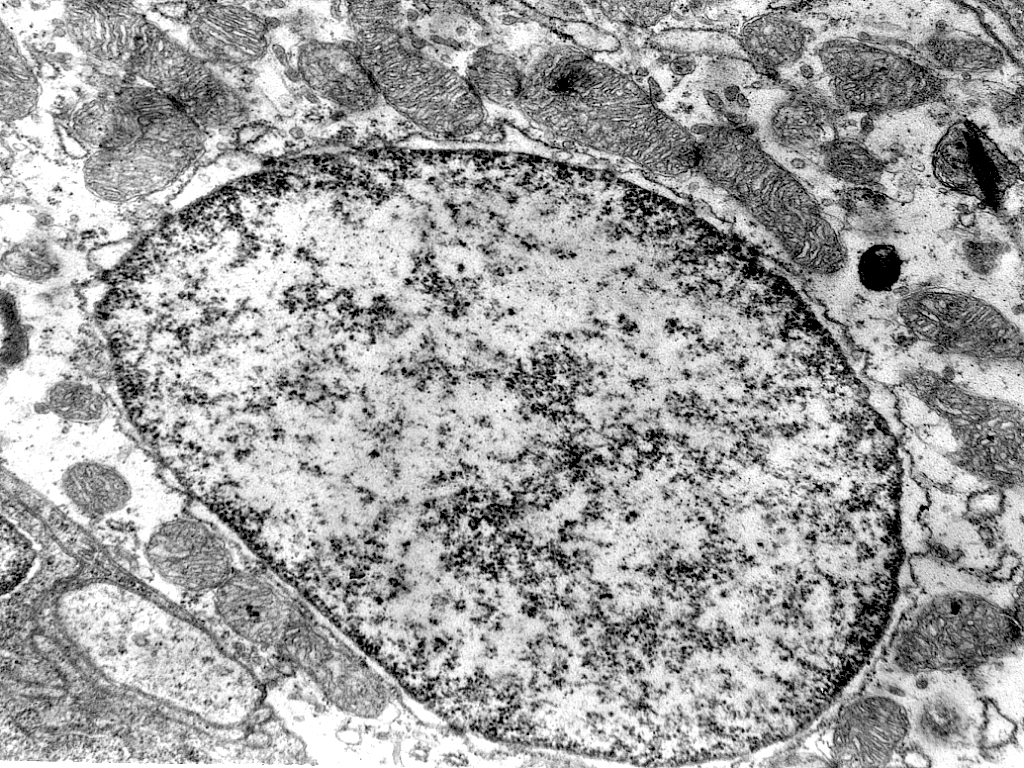
Image au microscope électronique en transmission du noyau d'une cellule - l'hétérochromatine est visible en noir dans le noyau

 (septembre 2017).
Si vous disposez d'ouvrages ou d'articles de référence ou si vous connaissez des sites web de qualité traitant du thème abordé ici, merci de compléter l'article en donnant les références utiles à sa vérifiabilité et en les liant à la section « Notes et références ».
L'hétérochromatine est une structure observable de l'ADN, une condensation de la chromatine que l'on distingue de l'euchromatine qui est la structure observable non condensée. Les gènes présents dans cette zone ne peuvent être transcrits. L'observation simple de la condensation de la chromatine peut se faire par des colorations de l'ADN notamment avec du DAPI.
L'hétérochromatine est localisée principalement en périphérie du noyau et du nucléole (alors que l'euchromatine est répartie à l'intérieur du nucléoplasme). Du fait de sa condensation l'ADN y est peu transcrit. Formée de fibres B de 200 à 300 Å (20 à 30 nm) de diamètre, l'ADN y est « enroulé » autour d'histones qui sont schématiquement hypoacétylés et hyperméthylés par rapport aux histones correspondant à l'euchromatine.
On distingue :
- l'hétérochromatine constitutive, correspondant à des portions de chromosomes apparemment inactives dans toutes les cellules et porteuses de séquences répétitives, dont les plus grandes parties se trouvent à proximité des centromères et télomères. Ces régions sont généralement répliquées tardivement ;

- l'hétérochromatine facultative, correspondant à des portions de l'hétérochromatine variables. Selon le type de cellule, telle ou telle portion est condensée, et de ce fait inactivée. De même pour une même cellule, une même portion d'hétérochromatine peut être condensée ou non, selon l'état de différenciation de celle-ci. En effet, dans certaines conditions particulières de son développement, l'hétérochromatine peut perdre son état condensé et ainsi permettre l'activation de la transcription[2].